# Coby Fleener
(en) Statistiques sur pro-football-reference
Coby Fleener (né le 20 septembre 1988 à Lemont) est un joueur américain de football américain. Il joue actuellement avec les Colts d'Indianapolis.

## Carrière

### Université
Il étudie à l'université de Stanford, jouant pour l'équipe de football américain du Cardinal aux côtés d'Andrew Luck. Le site CBSSports.com le nomme All-American à la fin de sa dernière saison universitaire, en 2011.

### Professionnel
Coby Fleener est sélectionné au deuxième tour du draft de la NFL de 2012 par les Colts d'Indianapolis au trente-quatrième choix, rejoignant Luck, premier choix du draft. Il est le premier tight end sélectionné lors de cette édition 2012 du draft. Le 25 juillet, il signe un contrat de quatre ans avec Indianapolis.

## Palmarès
- All-American 2011 selon CBSSports.com